# Estação Engenheiro Cardoso
A Estação Eng° Cardoso é uma estação ferroviária pertencente à Linha 8–Diamante operada pela ViaMobilidade. Está localizada no município de Itapevi.

## História
A estação foi inaugurada pela EFS em 1951, tendo sido nomeada Parada Km 33. Em 1960, foi ampliada pela empresa Sociedade de Engenharia e Materiais de Construcao Ltda (SENCO), sendo renomeada Vitápolis. Na tarde de 28 de novembro de 1965 o então vereador de Jandira Caetano Francisco Leite do Partido Republicano envolveu-se em uma confusão com o passageiro Vivaldo da Silva Maia na plataforma da estação Vitápolis. Após uma forte discussão, Caetano sacou uma arma e disparou vários tiros, vindo a atingir Vivaldo fatalmente no peito. Após o crime o vereador renunciou ao mandato.
Em 1971 foi renomeada Engenheiro Cardoso (vide seção Toponímia) e é selecionada para modernização na Fase III, dentro do Plano de Remodelação dos Subúrbios, contratado pela FEPASA junto as empresas Engevix e Sofrerail. Devido a problemas econômicos, as obras são postergadas por toda a década de 1970 e parte da década de 1980.
Em meados da década de 1980, a Companhia Siderúrgica Paulista possui uma dívida alta com o estado de São Paulo. Como forma de pagar parte dessa dívida, oferece vigas de aço ao  governo. A FEPASA contrata o arquiteto João Toscano, que elabora projetos de 3 estações ferroviárias em aço: Largo Treze, Sagrado Coração e Engenheiro Cardoso.
O uso de aço e um projeto modular permitiu uma rápida construção e a estação foi reinaugurada em 20 de fevereiro de 1987, sendo modernizada em 2010 pela CPTM, sua então administradora. Em janeiro de 2020, a estação passou a contar com um efetivo da Polícia Militar para evitar casos de agressão aos guardas da CPTM por parte de pedintes, os quais haviam chegado ao ponto de fazer vigilantes entrarem em coma no passado.
Em 20 de abril de 2021 foi concedida para o consórcio ViaMobilidade composto pelas empresas CCR (atual Motiva) e RUASinvest, com a concessão para operar a linha por trinta anos. O contrato de concessão foi assinado e a transferência da linha foi realizada em 27 de janeiro de 2022.

## Toponímia
A estação recebeu três nomes em sua história: Km 33 (em alusão a sua localização na Linha Tronco da Sorocabana). Vitápolis (nome do bairro itapeviense onde a estação está localizada) e Engenheiro Cardoso.
O nome atual remete ao engenheiro João Pedro Cardoso (1871–1957). Engenheiro da Companhia Mogiana de Estradas de Ferro e posteriormente diretor da Comissão Geográfica e Geológica de São Paulo, Cardoso atuou em diversos estudos geológicos, geográficos e topográficos por todo o estado de São Paulo, auxiliando na delimitação dos limites do estado. Ao se aposentar, adquiriu um antigo sítio bandeirante ao lado da estação Km 33, vivendo ali até o seu falecimento. Em 1971, a FEPASA renomeou a estação como Engenheiro Cardoso, atendendo a um pedido do advogado Fernando Euler Bueno (1915–2014), genro de Cardoso, que cedeu terras do sítio bandeirante para a construção da nova estação e do Corredor Oeste (construído mais de 40 anos após a doação).

## Tabelas
| Linha      | Terminais               | Comprimento (km) | Estações | Observações                                                                                           |
| ---------- | ----------------------- | ---------------- | -------- | --- |
| 8 Diamante | Júlio Prestes ↔ Itapevi | 35,283           | 20       | Possui extensão operacional Antiga Linha B–Cinza / Antiga Linha Oeste do Trem Metropolitano da FEPASA |

| Sigla | Estação            | Inauguração | Integração               | Plataformas | Posição | Notas |
| ----- | ------------------ | ----------- | ------------------------ | ----------- | ------- | --- |
| ECD   | Engenheiro Cardoso | 1951        | Bilhete Único da SPTrans | Centrais    | Elevada | Estação construída pela Estrada de Ferro Sorocabana Reconstruída pela FEPASA em estrutura de aço Modernizada pela CPTM em 2010 |